# Global Climate Observing System
Het wereldwijde klimaatobservatiesysteem Global Climate Observing System (GCOS) is in 1992 opgericht als resultaat van de tweede wereldklimaatconferentie, met als doel alle waarnemingen en informatie die nodig zijn om klimaatgerelateerde problemen aan te pakken, beschikbaar worden gesteld aan alle potentiële gebruikers. GCOS wordt gezamenlijk gesponsord door de Wereld Meteorologische Organisatie (WMO), de Intergouvernementele Oceanografische Commissie (IOC) van UNESCO, het VN-Milieuprogramma (UNEP) en de Internationale Raad voor Wetenschappen (ICSU). Om de kwaliteit en relevantie van de (satelliet)observatiesystemen op te volgen, brengt GCOS regelmatig verslag uit aan het UNFCCC, en noteert het de behoeften van het huidige klimaatobservatiesysteem. 